# Bahnhofsschild

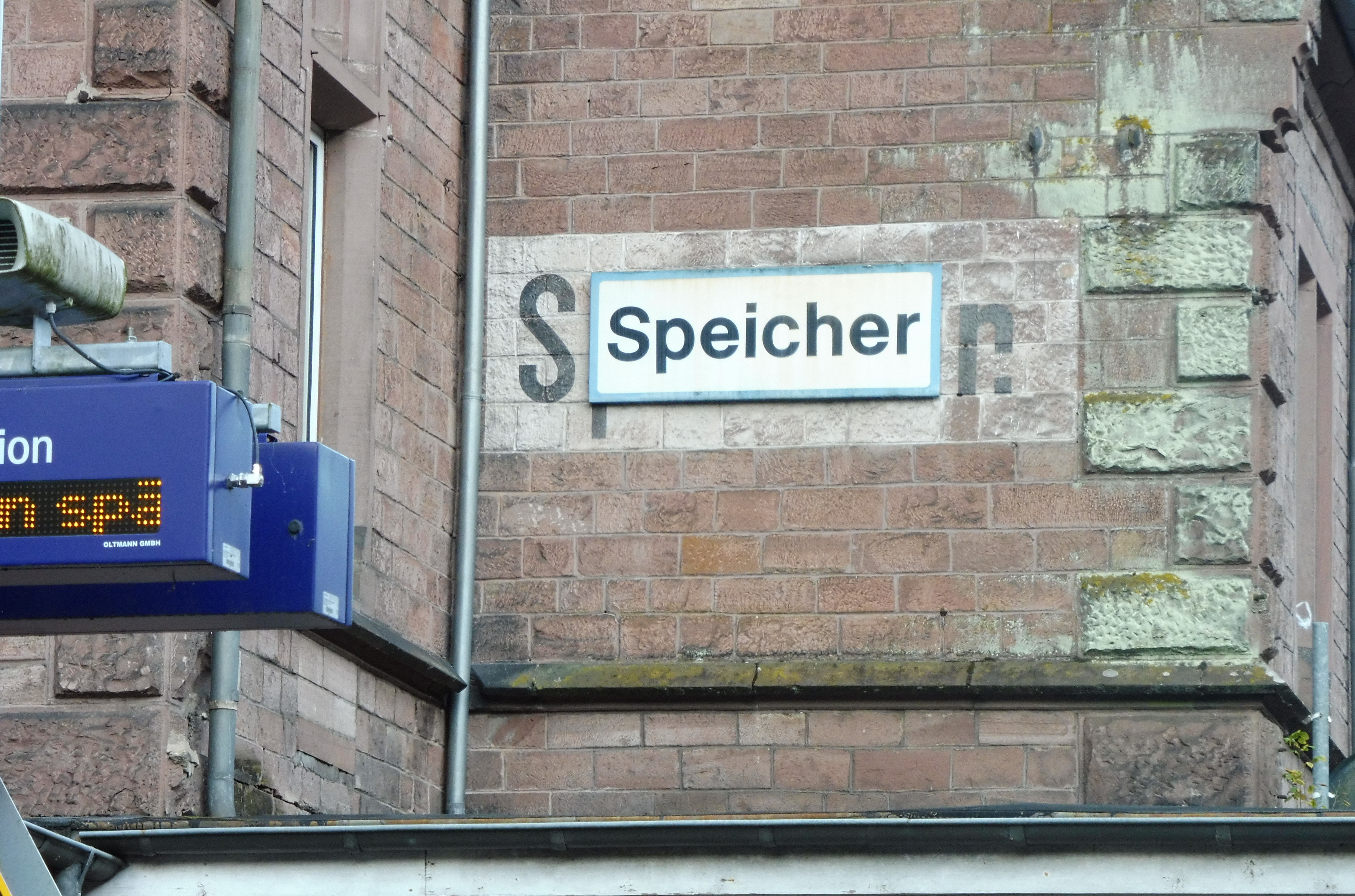
Alt und neu in Speicher (Eifel)

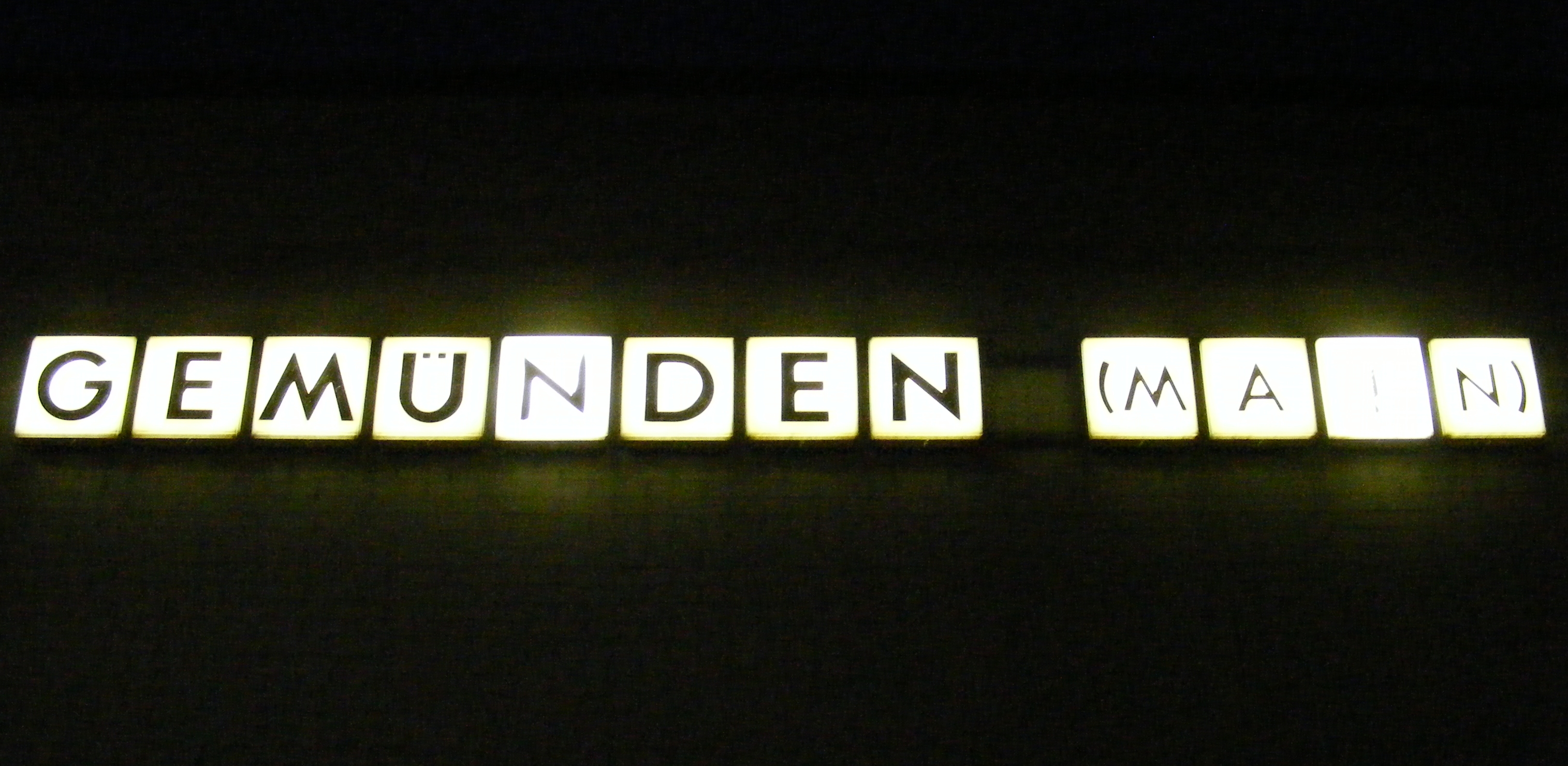
Leuchtbuchstaben am Stellwerk des Bahnhofs Gemünden (Main)

Das Bahnhofsschild – mitunter auch Stationstafel genannt – ist ein Schild, das den Namen eines Bahnhofs nennt.

## Typen von Bahnhofsschildern in Deutschland
Die Kennzeichnung von Bahnhöfen war bei den Bahngesellschaften unterschiedlich. Erste Standards für die Ausführung von Bahnhofsschildern wurden in Deutschland 1860 im preußischen Musterblatt Z 289 veröffentlicht. Seither gab es immer wieder Veränderungen in Design und Farbe der Schilder.

### Bis 1920
Die Beschriftung der Schilder im 19. Jahrhundert richtete sich vor allem in Preußen nach dem Musterblatt Z 289. Danach sollte der Bahnhofsname auf einem 1,97 m hohen Pfahl auf einer Holztafel zu sehen sein. Der Ortsname war in schwarzer Farbe auf weißen Untergrund zu schreiben. Oft war das Schild zusätzlich verschnörkelt oder verziert. Vielfach wurden die Bahnhofsnamen auch an Gebäuden angebracht. Dabei wurde meist die Antiquaschrift verwendet. Frakturen waren hingegen selten. Auch die Groteskenschrift war weit verbreitet; auf alten Fotografien ist sie am häufigsten zu sehen. Eine einheitliche Form gab es jedoch nicht, sodass die Schilder von Bahnhof zu Bahnhof variierten. Seitens der preußischen Eisenbahnverwaltung gab es aber spätestens seit dem Beginn des 20. Jahrhunderts den Versuch, die Beschilderung zu vereinheitlichen: Während bis dahin ausschließlich Großbuchstaben verwendet wurden, sollte ab 1904 der Ortsname mit einem Großbuchstaben beginnen, der Rest in kleinen Buchstaben geschrieben werden.

### 1920 bis 1950
Zwischen 1920 und 1950 lautete der Grundsatz der Beschriftung: „Auf den dem Personenverkehr dienenden Bahnhöfen und Haltepunkten ist der Name in einer den Reisenden ins Auge fallenden Weise anzubringen.“
Die Schrift orientierte sich an der Musterzeichnung IV 44 von 1906, die hauptsächlich bei der Beschriftung von Schienenfahrzeugen der Preußischen Staatsbahnen verwendet wurde. Dies wurde 1931 in der DIN 1451 festgesetzt. Vorsitzender des DIN-Ausschusses war Ludwig Goller von der Firma Siemens.

### 1950 bis 1986
Ab den 1950er Jahren bemühte sich die Deutsche Bundesbahn erstmals, ein einheitliches Erscheinungsbild ihrer Bahnhöfe zu schaffen. Aus dieser Zeit stammen Schilder mit in Großbuchstaben einer Futura-Variante geschriebenen Bahnhofsnamen, die auch heute noch häufig zu finden sind. Die Emailschilder stammten zumeist von Segor aus Birkenfeld (Nahe). 
Bei der Deutschen Reichsbahn war das Schilderwerk Beutha für die Fertigung neuer Schilder verantwortlich. Zunächst wurden die Schilder mit einer Höhe von 60 cm ausgeführt, später jedoch aus Kostengründen auf 55 cm reduziert. Der Ortsname wurde in Groß- und Kleinbuchstaben auf die Emailleschilder aufgebrannt. Da die Länge der Blechtafeln auf 1,50 m begrenzt war, mussten bei längeren Ortsnamen häufig mehrere Schilder aneinander gereiht werden. Grundlage für die Gestaltung der Schilder war die Dienstvorschrift für die Information der Reisen DV 675. Die Schrift war in der TGL 0-1451 definiert, die auf der DIN 1451 basierte.

### 1986 bis Ende der 1990er Jahre
Im Zusammenhang mit der 1986 erfolgten Einführung der sogenannten Produktfarben gab die Deutsche Bundesbahn die Großbuchstaben auf, um ein zeitgemäßes, einheitliches Erscheinungsbild auf den Bahnhöfen zu schaffen. Insbesondere bei Neubauten und Renovierungen wurden die neuen Schilder verwendet. Die Bahnhofsnamen wurden ab sofort mit Groß- und Kleinbuchstaben geschrieben und die Schilder mit einer fernblauen (RAL 5023) Umrandung versehen.
Dieses Design wurde nach der Deutschen Wiedervereinigung von 1990 auch auf die Deutsche Reichsbahn übertragen und schließlich 1994 von der privatwirtschaftlich organisierten Deutschen Bahn AG (DB AG) übernommen. In wenigen Fällen wurden auch die alten weißen Schilder mit Großbuchstaben nachträglich mit einem blauen Rand versehen.

### Seit Ende der 1990er Jahre
Ende der 1990er Jahre wurde motiviert durch eine neue „Kundenorientierung“ von der CDC Design GmbH in Frankfurt am Main das heutige Aussehen geschaffen. Dabei steht der Bahnhofsname in weißer Schrift linksbündig auf blauem Grund. Die verwendete Schriftart Deutsche Bahn WLS wurde eigens für diesen Zweck auf Basis der Helvetica entworfen. Mit dieser Änderung ging auch ein einheitliches Anbringen der Schilder parallel zum Bahnsteig einher. Durch das Anbringen in der Nähe von Lichtmasten wurde die Les- und Erkennbarkeit bei Nacht erheblich verbessert. Die ersten Bahnhöfe, in denen diese Bahnhofsschilder angebracht wurden, waren Westerland und Aschaffenburg Hbf.
Die Bauform der Bahnhofsschilder ist deutschlandweit einheitlich durch die Richtlinie 813 „Personenbahnhöfe planen“ der DB InfraGO definiert. Weitere Informationen liefert das Ausführungshandbuch 81393 „Wegeleit- und Informationssystem“

### Tests in Hamburg und Erfurt ab Ende 2023
Von Ende 2023 an hat die Deutsche Bahn an Hamburger S-Bahn-Stationen und später auch an den Fernbahnhöfen Hauptbahnhof, Dammtor und Erfurt Hbf Bahnhofsschilder in neuer Gestaltung angebracht. Seit März 2024 ist diese Gestaltung auch auf dem Bahnhofsportal bahnhof.de im Einsatz, dort hat die Schrift den Namen Arrow. Die Schilder sind weiterhin in weißer Schrift auf blauem Grund gehalten, aber Typografie und Piktogramme sind modernisiert.

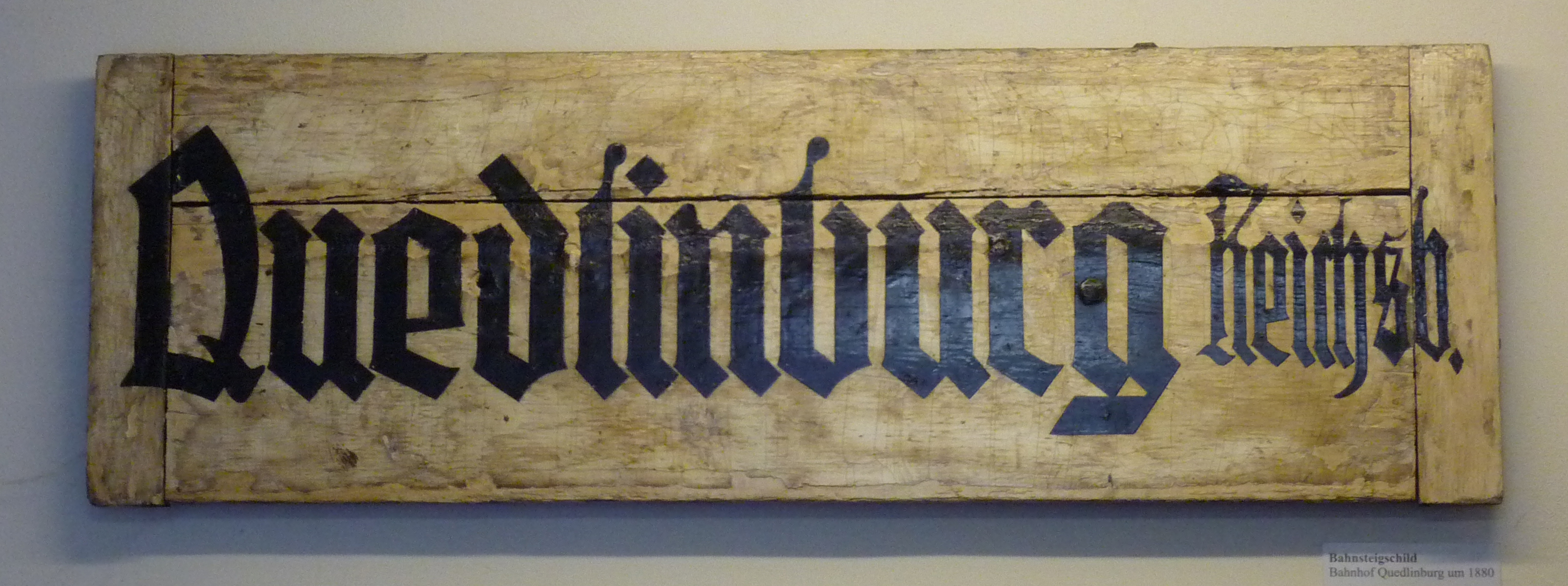
Altes Bahnhofsschild von Quedlinburg
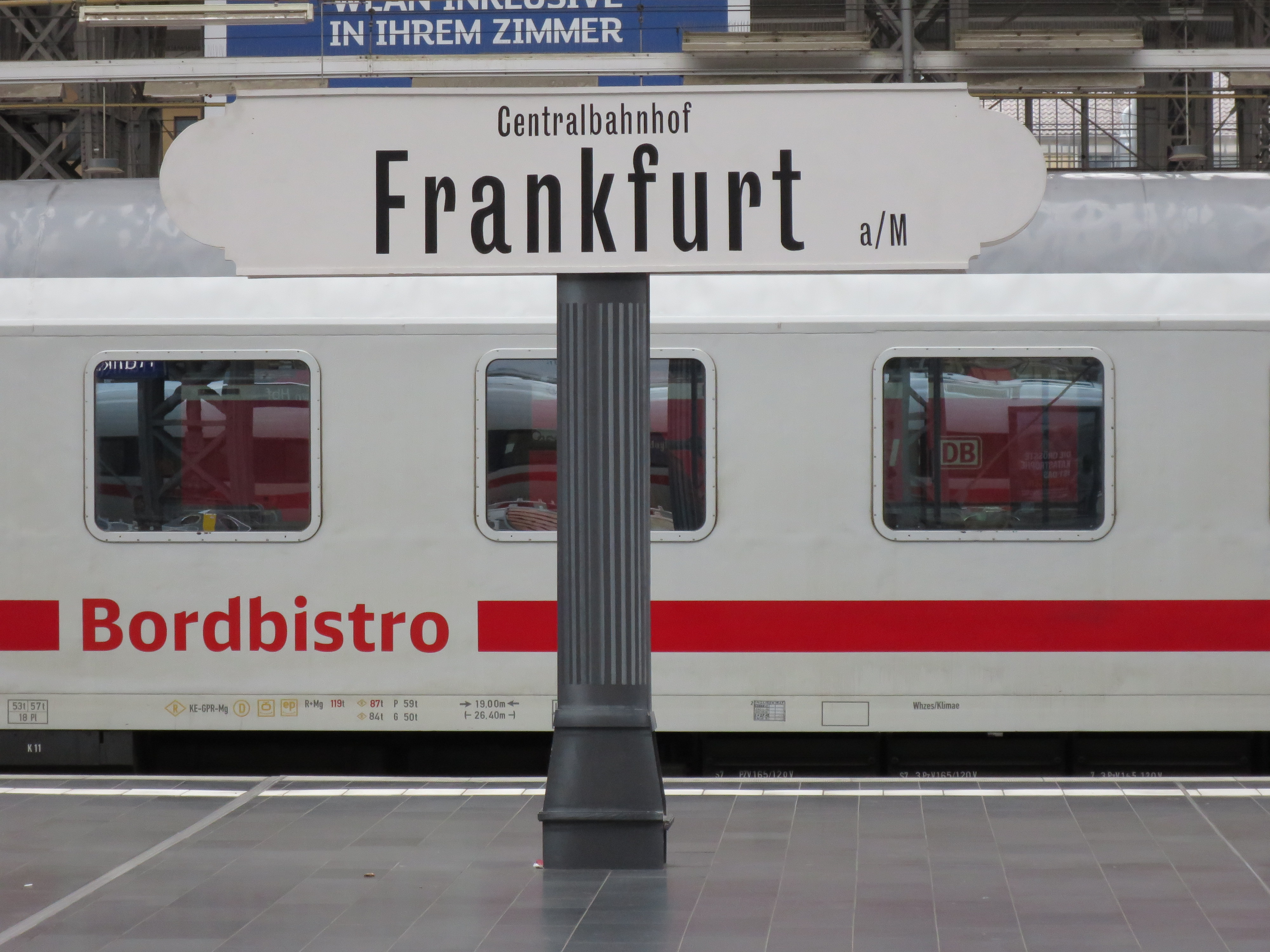
Replik eines historischen Bahnhofsschilds in Frankfurt (Main) Hauptbahnhof
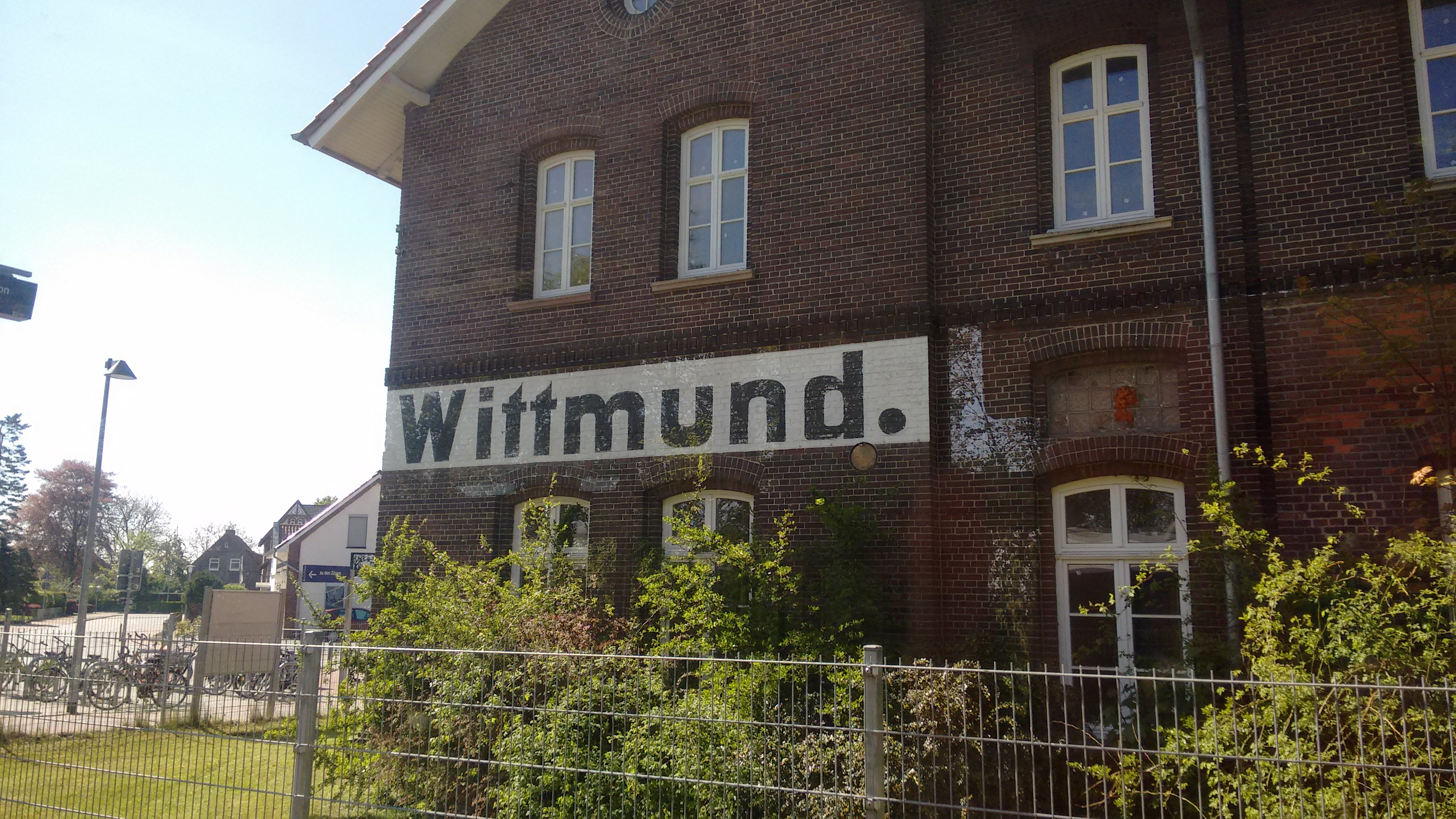
Alte Schrift am Bahnhof Wittmund, noch vor dem ersten DB-Einheitsdesign
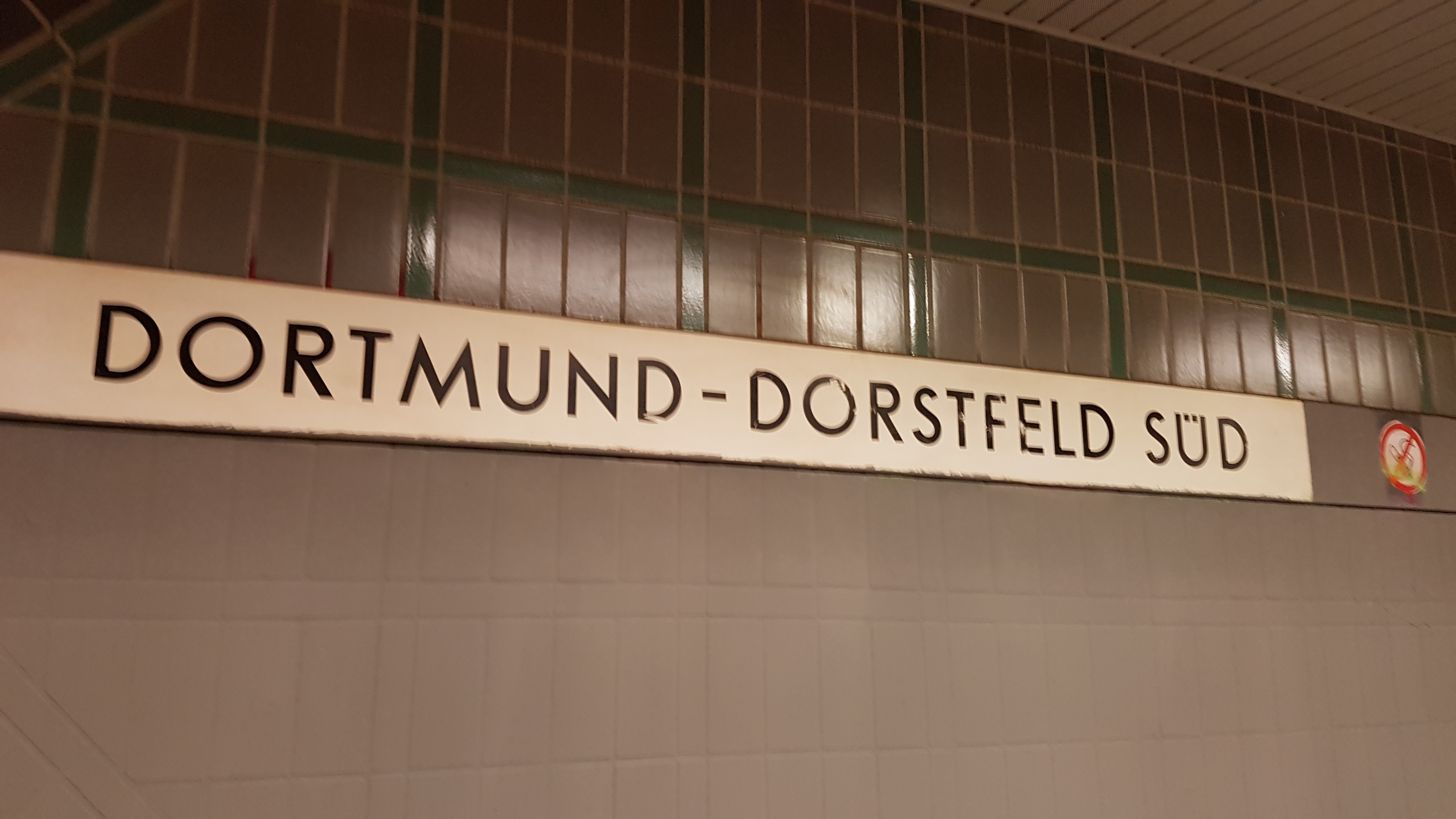
Bahnhofsschild Dortmund-Dorstfeld Süd im ersten DB-Design, erst 2016 durch neue Schilder ersetzt
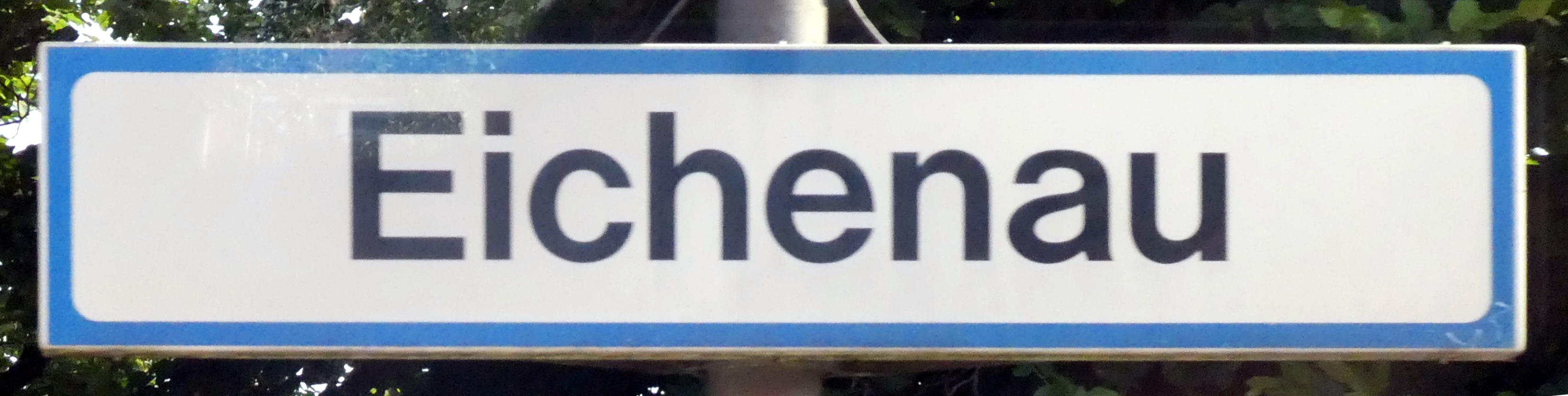
Haltepunkt Eichenau, Schild im Design der 1980er/90er Jahre mit verkehrsblauem Rand
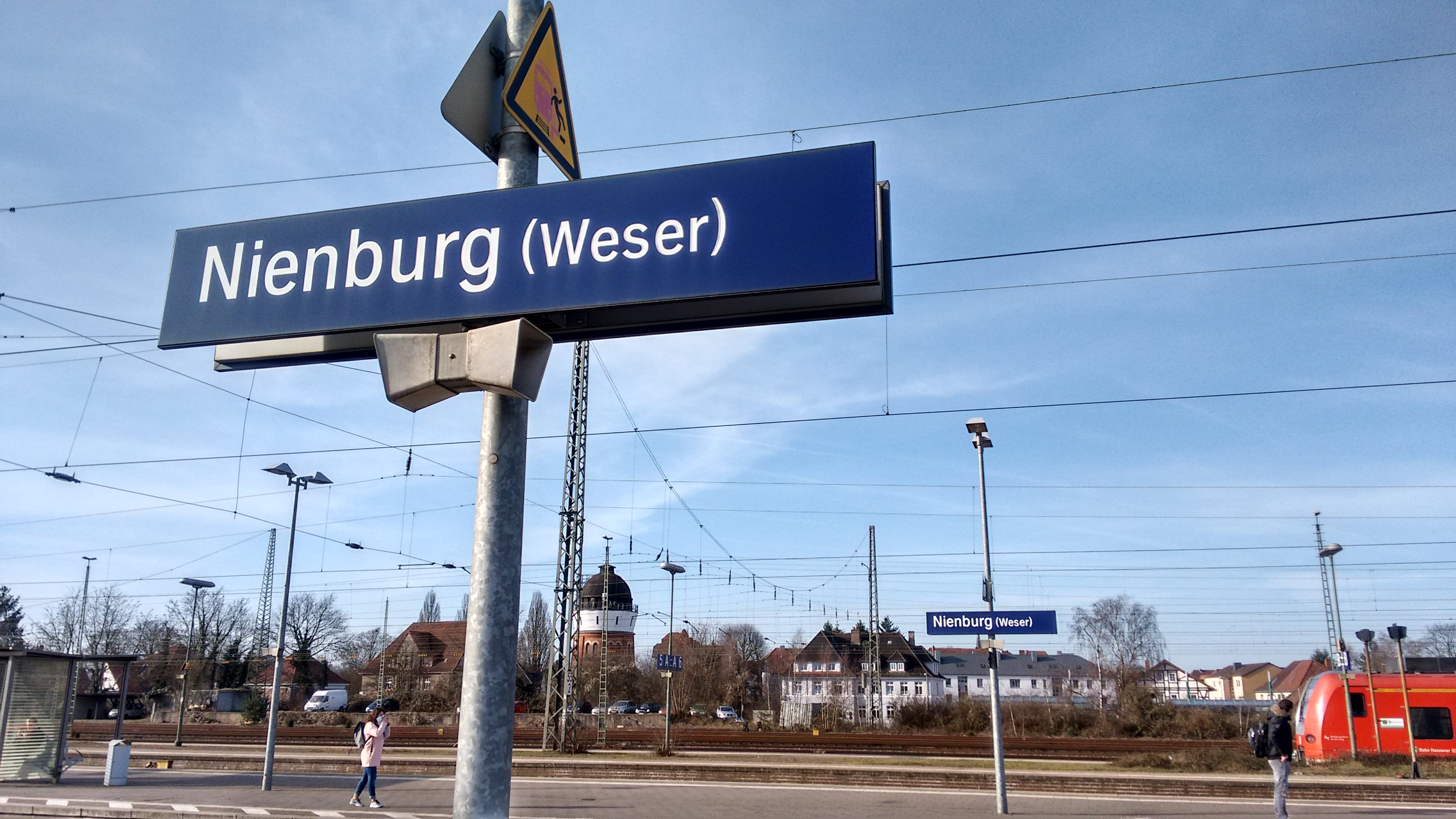
Bahnhofsschild Nienburg (Weser) im aktuellen blauen Design
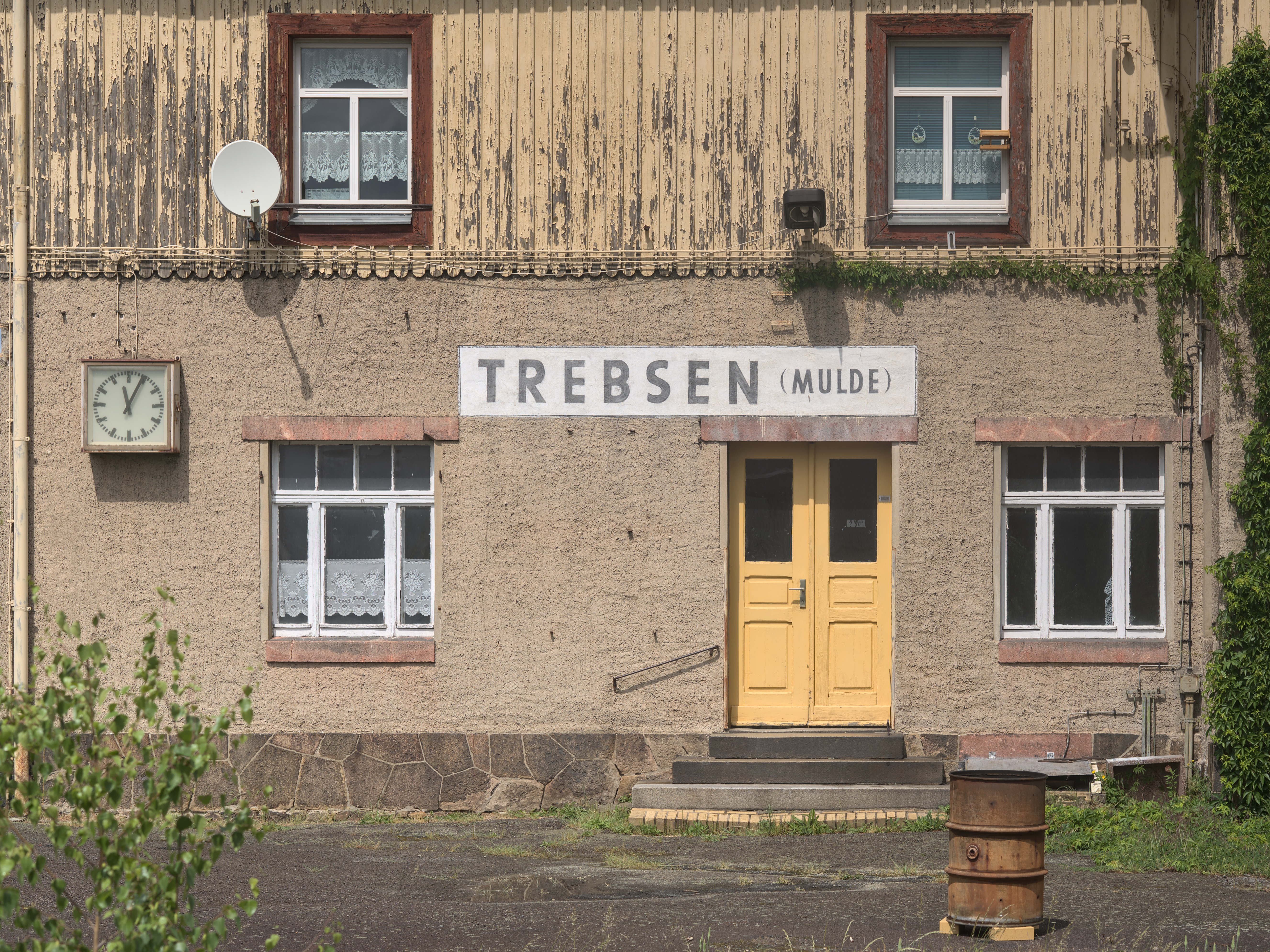
Alte Schrift am Empfangsgebäude des Bahnhofs Trebsen (Mulde)
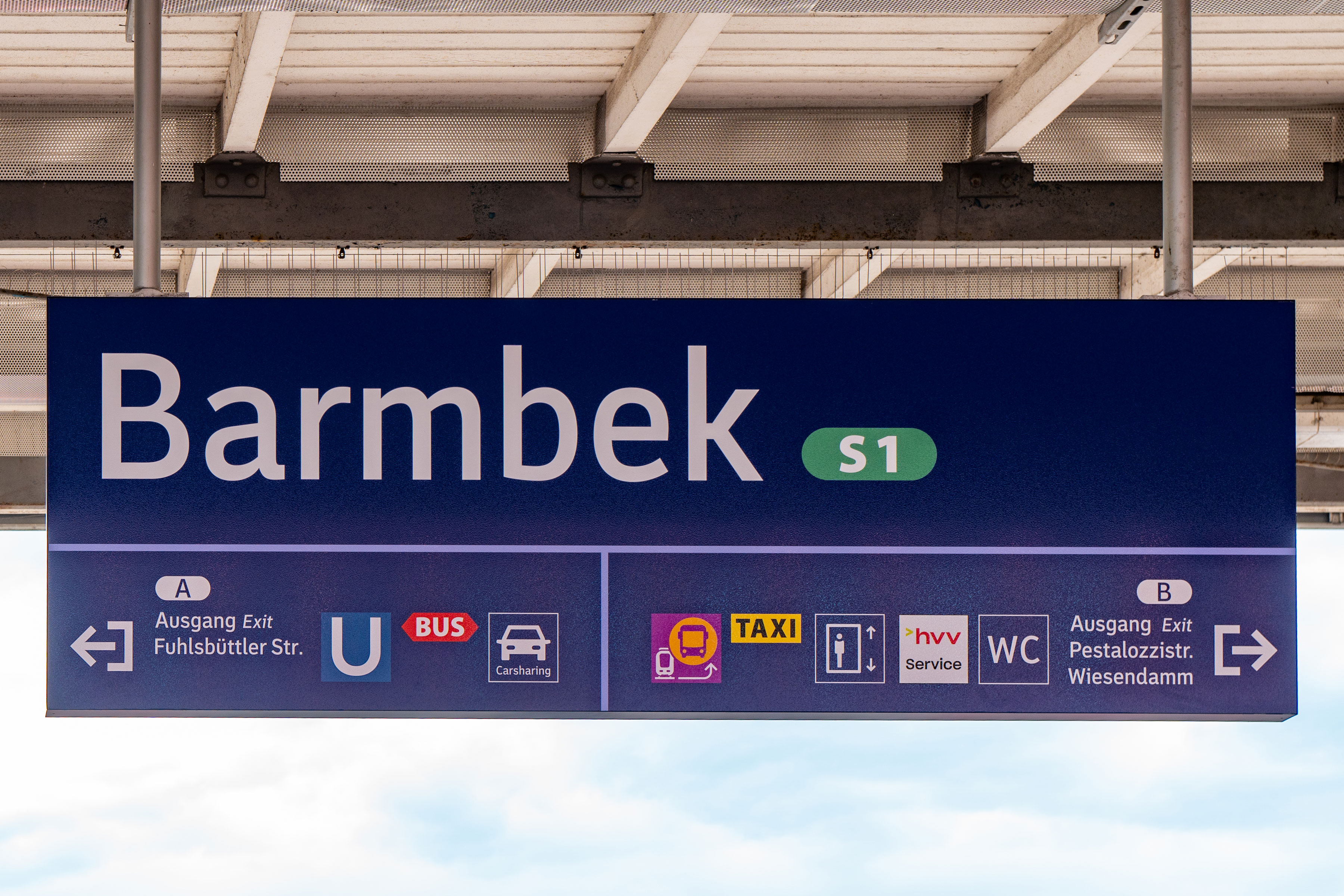
Neues Schild am Bahnhof Hamburg-Barmbek

## Typen von Bahnhofsschildern in Österreich

### Bis 1974
Bis zum Jahr 1974 gab es in Österreich keine einheitlichen Normen für die Anbringung des Stationsnamens. Meist wurde er jedoch in einer DIN-ähnlichen Blockschrift auf einer weißen Tafel oder mittels erhabenen Lettern am Aufnahmegebäude angebracht.

### 1974 bis Mitte der 90er Jahre
Mit der Einführung des Pflatsch als neues Unternehmenslogo wurde 1974 auch erstmals ein einheitliches Informations- und Wegeleitsystem eingeführt. Dieses vom damaligen ÖBB-Architekten Paul Hofmann initiierte Vorhaben sorgte für eine gesamtarchitektonische Gestaltung der Bahnhöfe mit den Bahnhofsschildern in Ultramarinblau mit weißem Rand und abgerundeten Ecken sowie Piktogrammen nach ÖNORM oder ISO. Als Schriftart wurde damals in verschiedenen Versuchen Helvetica halbfett als am besten aus fahrenden Zügen erkennbare ausgewählt. Der Text war anfangs noch linksbündig, wurde aber bald auf zentrierte Anordnung umgestellt. Die Anbringung erfolgte je nach örtlichen Verhältnissen an Lampen- und Oberleitungsmasten, auf eigenen Stangen (im Volksmund Klopfstange genannt) oder hängend an Bahnsteigdächern. Die Schilder gab es mit oder ohne Leuchtkasten. Auf Lokalbahnen wurden teils die zuvor verwendeten Schilder durch Umlackieren und Wegschneiden der Ecken angepasst. Das Bahnhofsschild in Bad Mitterndorf war zu dieser Zeit ebenfalls ultramarinblau mit abgerundeten Ecken, jedoch in Fraktur beschriftet (wie die historische Anschrift am Empfangsgebäude).

### Mitte der 90er Jahre bis Anfang der 2000er
In den 90er Jahren wurde die Schriftart auf Frutiger Bold umgestellt.

### Seit Anfang der 2000er Jahre
Anfang der 2000er Jahre wurde für die modernisierten Bahnhöfe ein neues Schilderdesign entworfen. Dabei wurde das Blau dunkler und die Schilder größer und ohne die Rundung und den Rand ausgeführt, die Schriftart wurde zudem auf „OeBB FrutigerNext LT medium“ geändert, zusätzlich befinden sich unten Hinweise auf die Ausgänge und andere Verkehrsmittel. 2004 wurde dann gleichzeitig mit der Einführung der alleinstehenden Wortmarke ÖBB auch das restliche Wegeleitsystem angepasst und die Piktogramme überarbeitet. Die neuen Schilder werden fast immer in der Form mit Leuchtkästen ausgeführt, nur beim Tausch von alten auf neue Schilder werden aufgrund der vorherrschenden Bedingungen nicht-leuchtende Schilder eingesetzt.
Eine Ausnahme bilden die Bahnhöfe Langen am Arlberg, St. Anton am Arlberg und Landeck-Zams, bei denen ein abweichendes Design anzutreffen ist. Dieses verwendet Versalien sowie abweichende Piktogramme und wurde im Zuge der Bahnhofsmodernisierungen entlang der Arlbergbahn eingeführt.

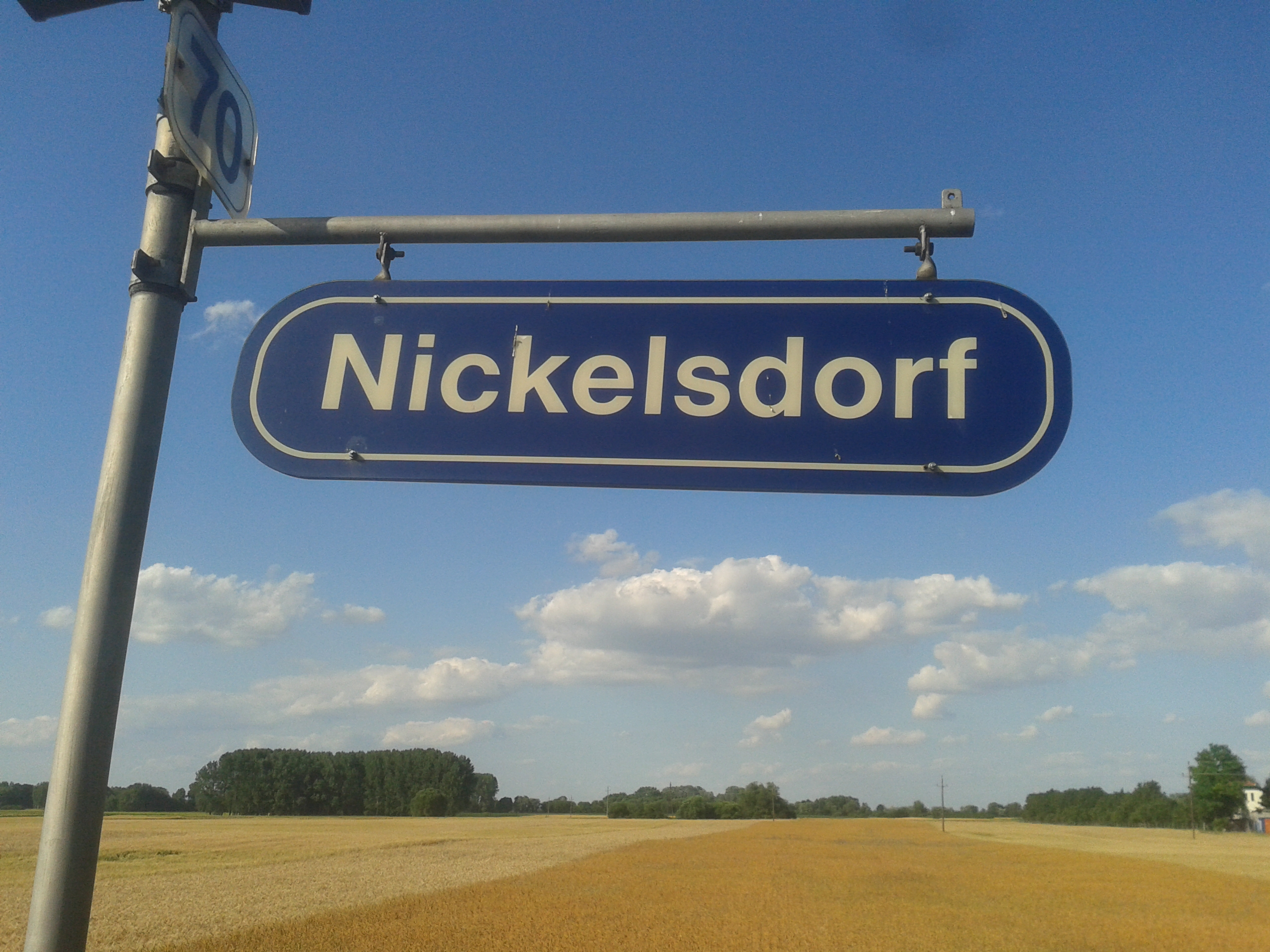
ÖBB-Bahnhofsschild seitlich an einer Bahnsteiglampe, Ausführung ab 1974
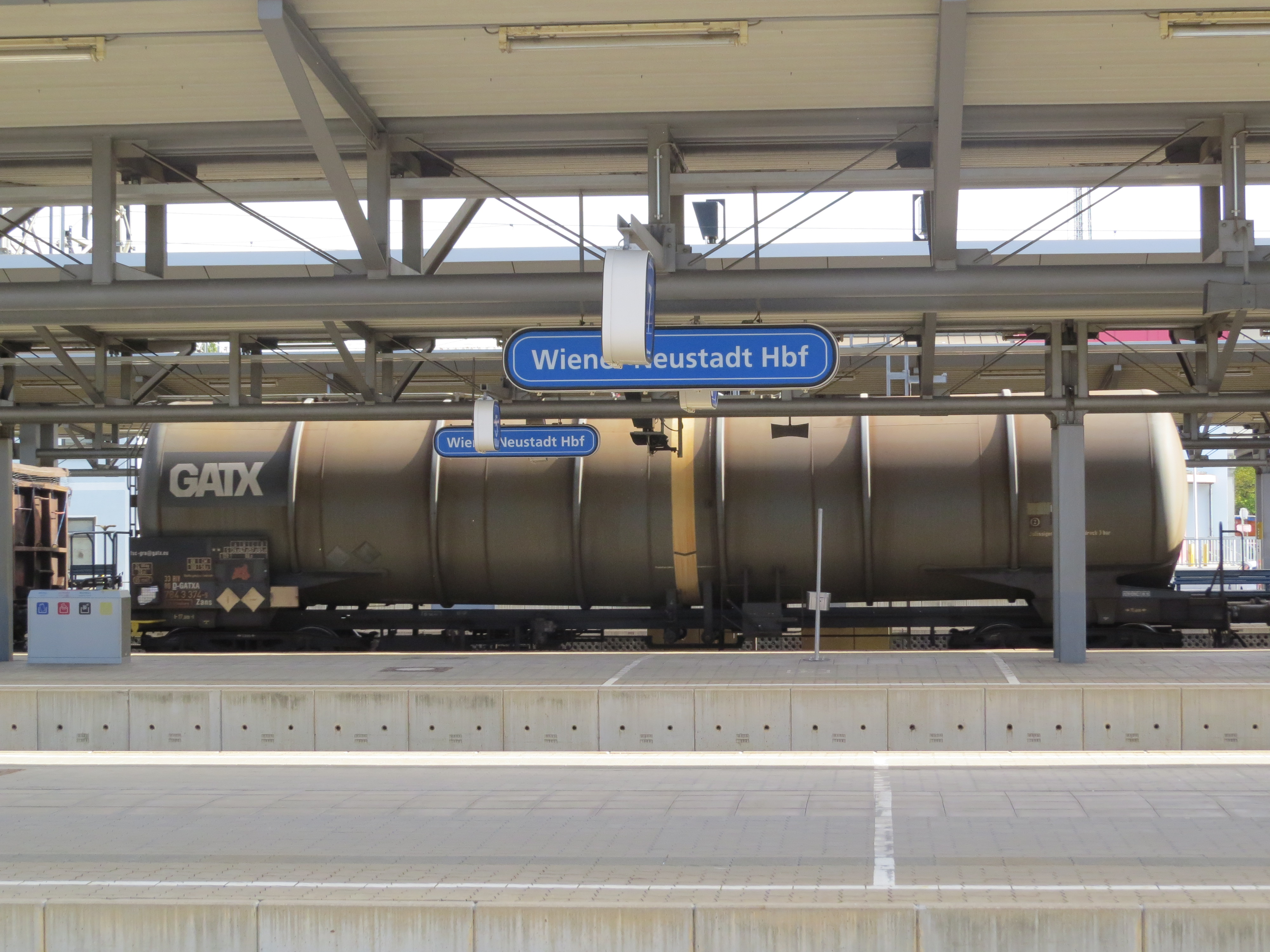
Bahnhofsschild in Leuchtkastenausführung mit Schriftart Frutiger Next Bold
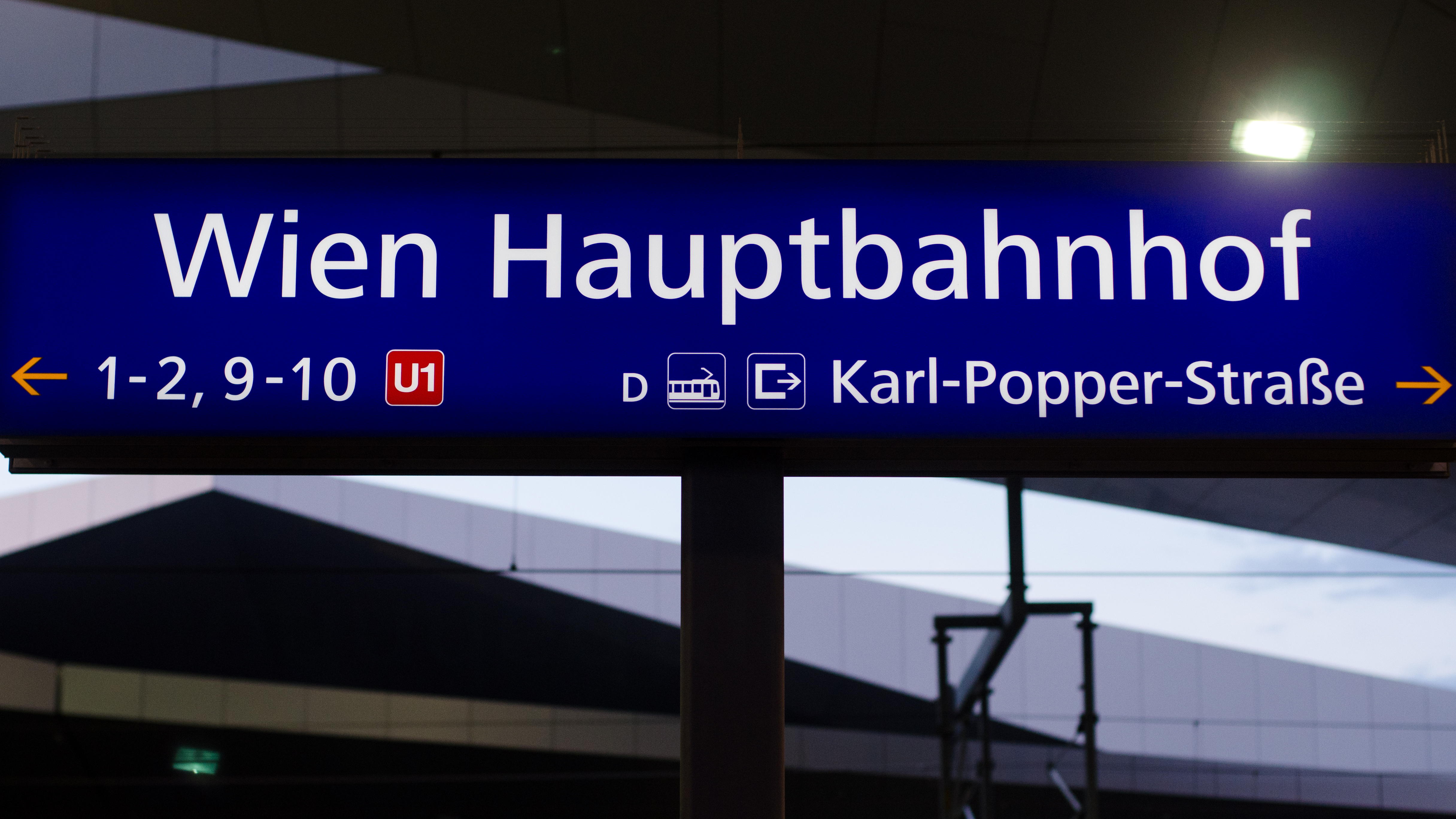
ÖBB-Bahnhofschild in neuester Ausführung
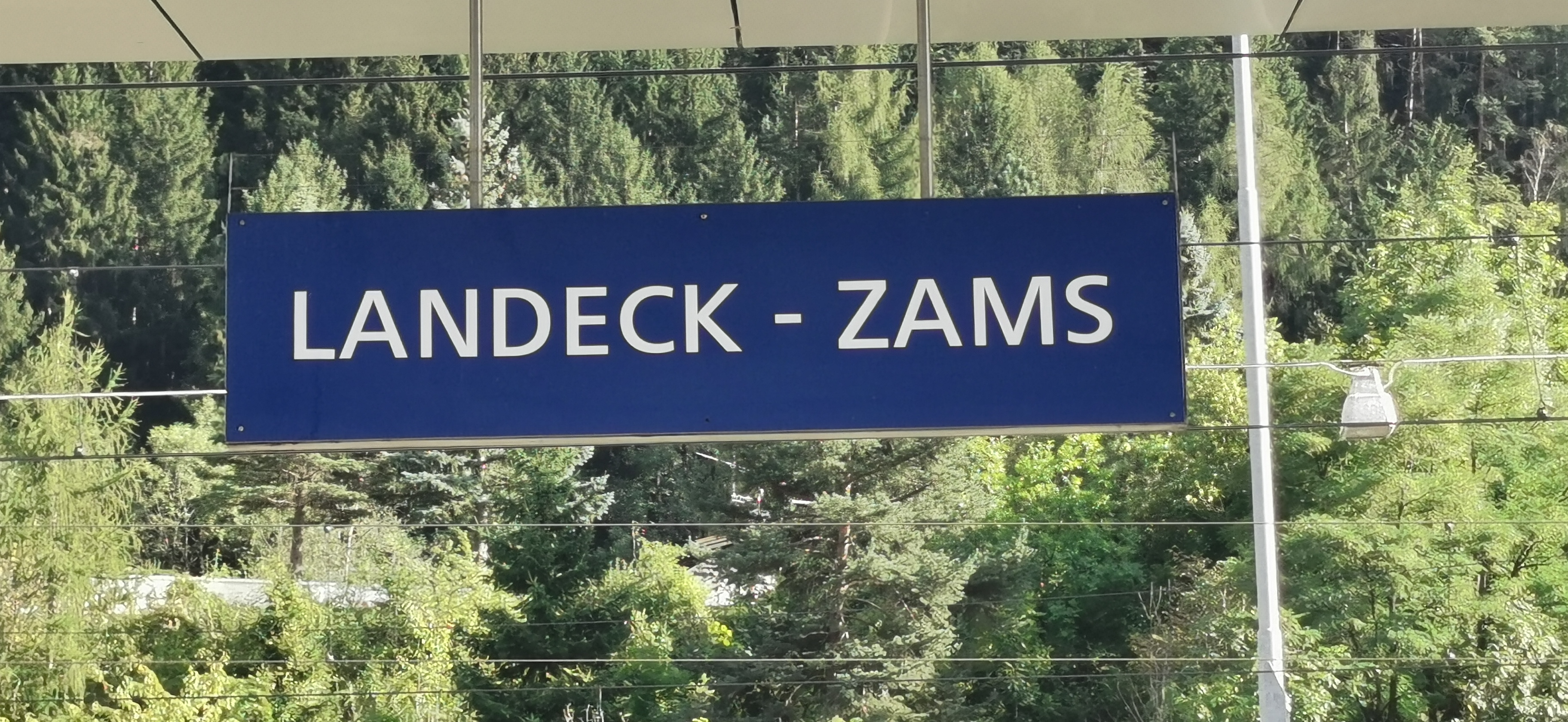
Abweichendes Design im Bahnhof Landeck-Zams

## Typen von Bahnhofsschildern in der Schweiz
Die meisten Bahnen der Schweiz wenden die Richtlinie SBB Signaletik an. Am Bahnhofsgebäude steht der Bahnhofsname auf einem ultramarinblauen Schild mit weißer Schrift (SBB-Font, eine Variante der Neue Helvetica), links davon ist das Signet der Bahngesellschaft angebracht. Auf den Perrons steht der Bahnhofsname linksbündig auf 250 mm hohen Metroschildern im Abstand von 45 bis 60 m voneinander, in großen Gleishallen werden auch 500 mm hohe Schilder verwendet. In Dienstbahnhöfen ohne Ein- und Aussteigemöglichkeit für Reisende werden schwarze Schilder verwendet.
Früher wurden auch andere Schriftarten wie Akzidenz-Grotesk oder Rail Alphabet (eine für British Rail entwickelte Abwandlung der Helvetica) verwendet. Bahnhofsschilder vor 1981 waren blau mit weissem Rand und zentriertem Text.
Eine Ausnahme ist die Matterhorn-Gotthard-Bahn, welche rote Bahnhofsschilder mit der Schriftart FF Dax verwendet.
In zweisprachigen Orten werden die Bahnhofsnamen in beiden Sprachen, mit Schrägstrich getrennt, aufgeführt.

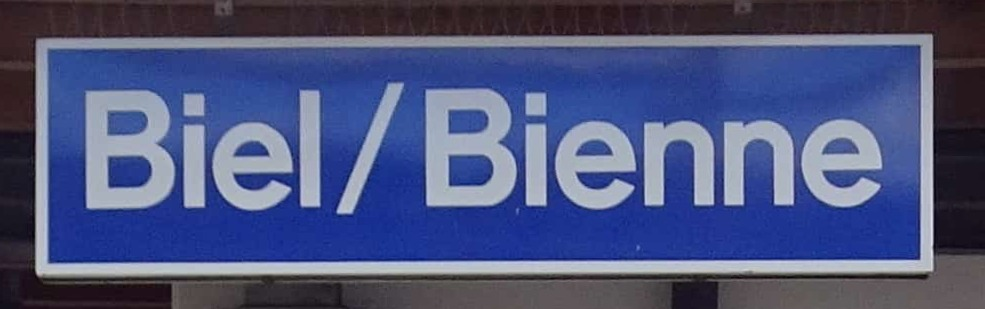
Älteres zweisprachiges Bahnhofsschild in Biel/Bienne, Schriftart Akzidenz-Grotesk
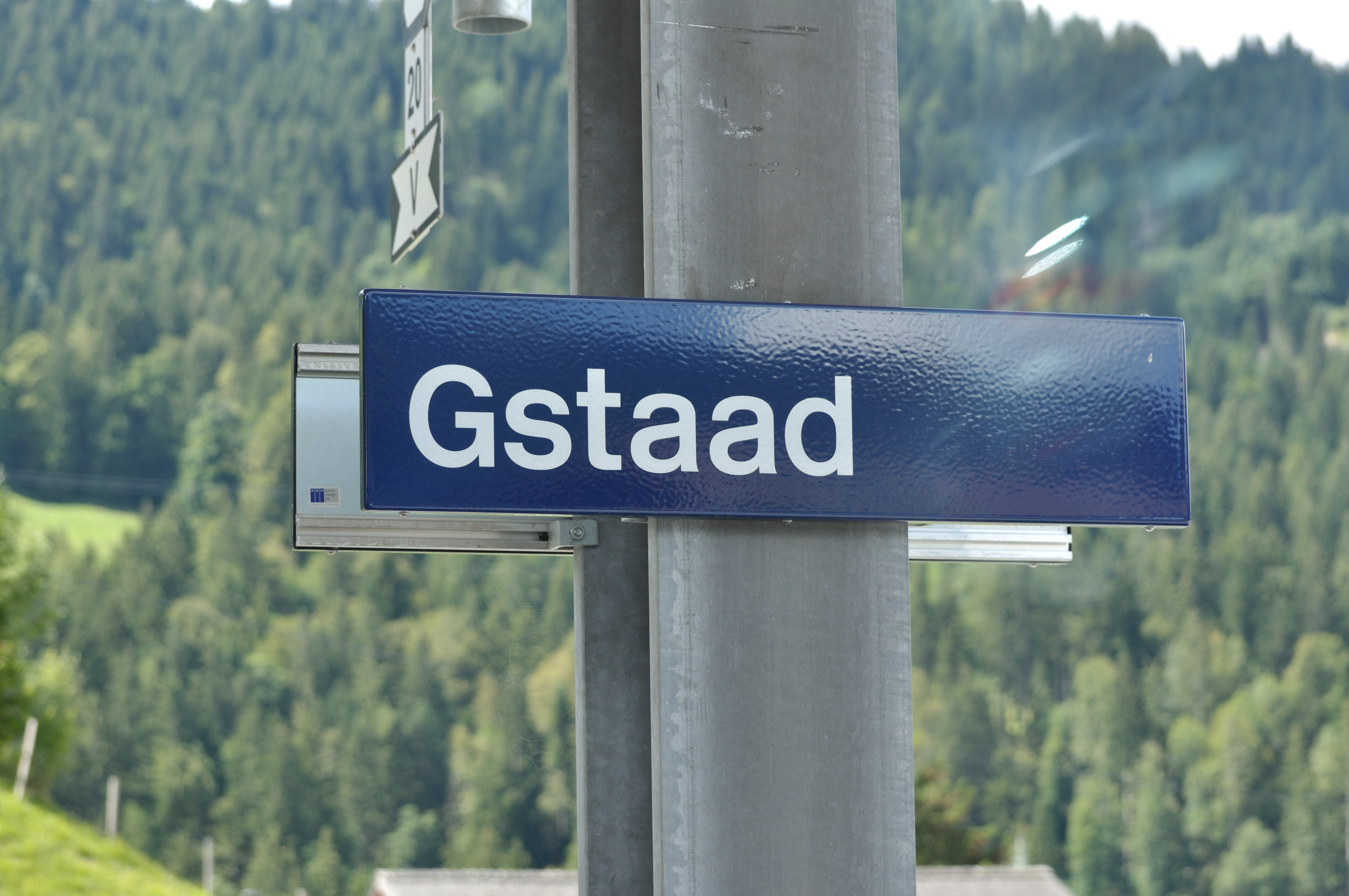
Metroschild in Gstaad, Schriftart Rail Alphabet
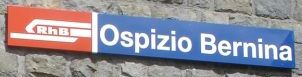
Bahnhofsschild Ospizio Bernina mit Signet der RhB, Schriftart SBB-Helvetica
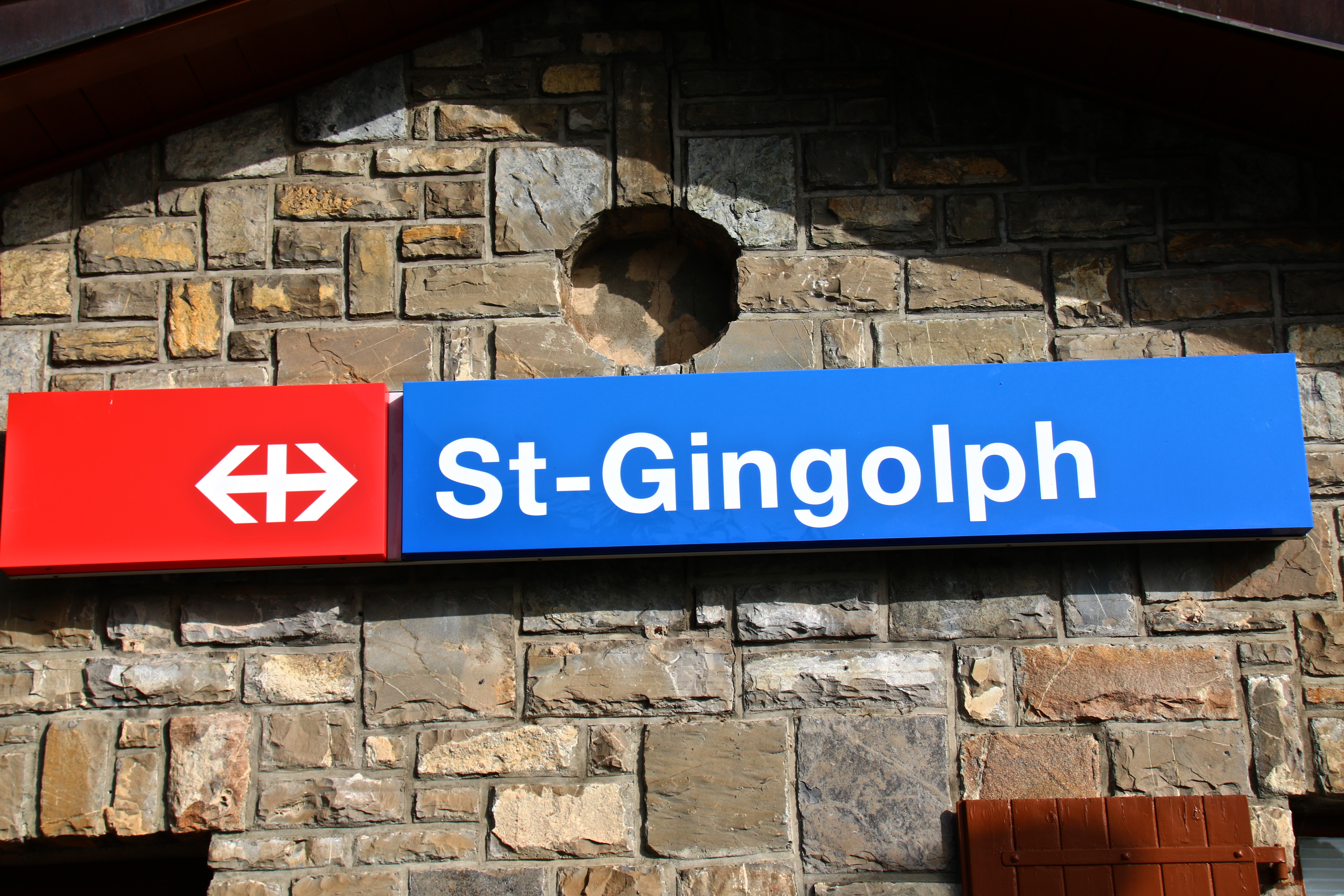
Bahnhofsschild St-Gingolph mit Signet der SBB, Schriftart SBB-Helvetica
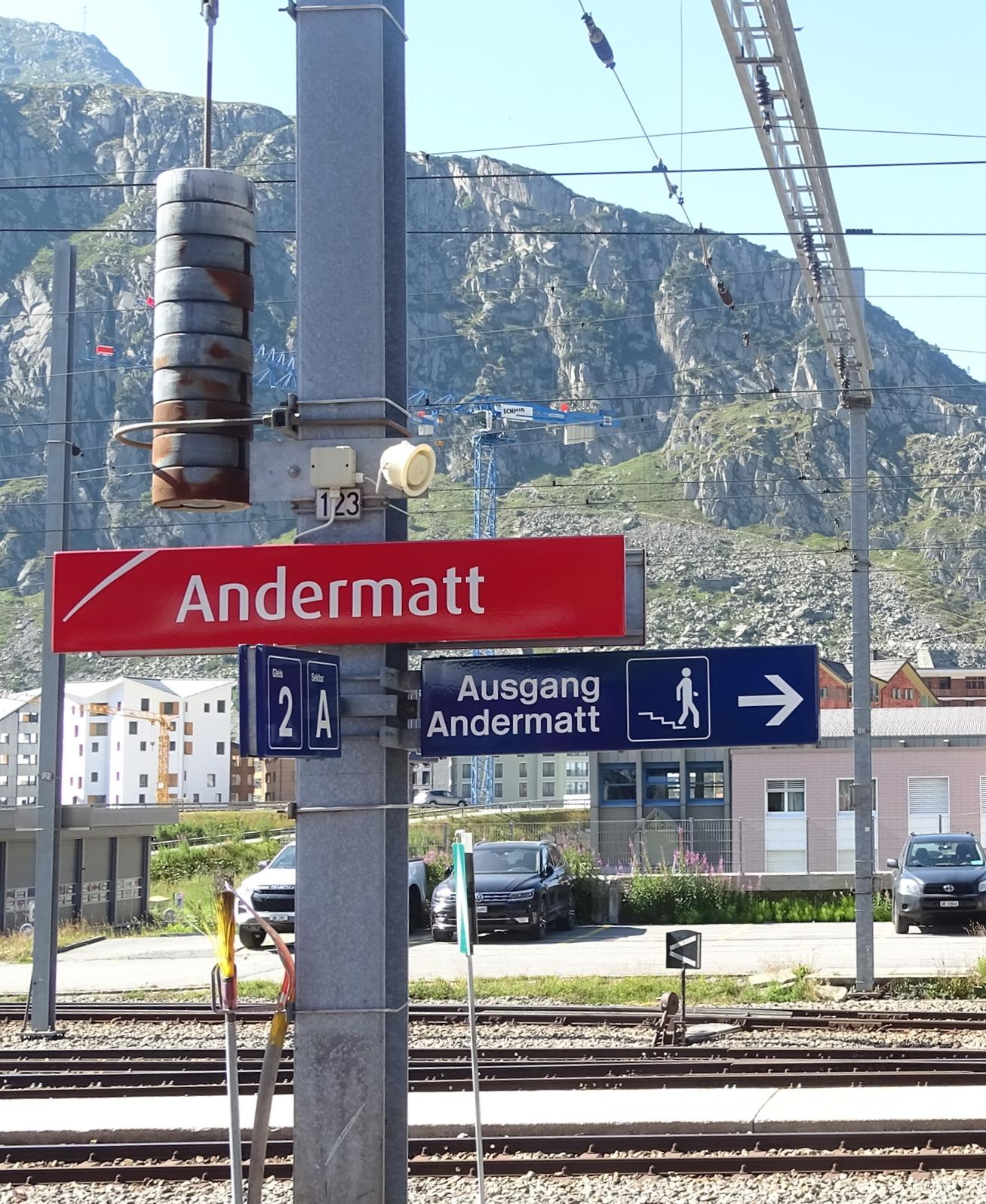
Rotes Bahnhofsschild der Matterhorn-Gotthard-Bahn in Andermatt, Schriftart FF Dax

## Besonderheiten
In Deutschland sind in den Siedlungsgebieten der Sorben und der Friesen die Bahnhofsschilder mehrsprachig.
Schwer zu lösen ist der Konflikt zwischen Denkmalschutz und Ästhetik. So können Namen an Gebäuden unter Denkmalschutz nicht entfernt werden, wenn aktuelle Bahnhofsschilder angebracht werden. In Österreich führte das dazu, dass im Bahnhof Rekawinkel weiße Schilder mit blauer Schrift anstelle der sonst üblichen blauen mit weißer Schrift verwendet wurden. Mit der Modernisierung des Bahnhofes und dem Aufstellen neuer Schilder wurden sie der Corporate Identity der ÖBB angeglichen.

## Bahnhofsvorplatzschilder

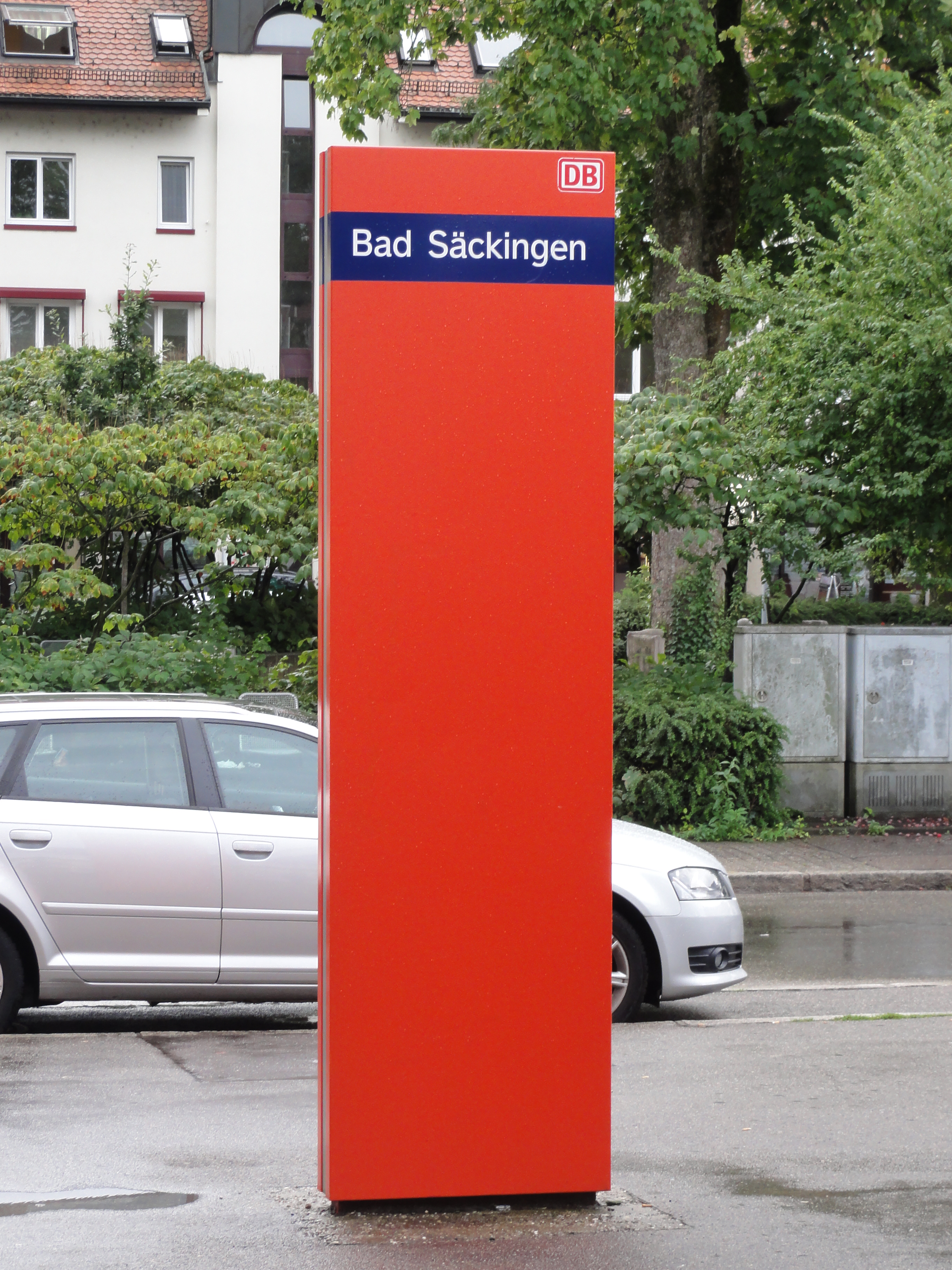
Bad Säckingen, Bahnhof

Seit etwa 2012 gibt es in Deutschland auch ein weitgehend einheitliches Aussehen der Schilder auf den Bahnhofsvorplätzen. Hierbei wird eine linksbündige, weiße Schrift auf blauem Grund mit Logografie verwendet, die auf einem roten freistehenden quaderförmigen Objekt (sog. Stele) angebracht ist. Insbesondere im Bezug auf die Bereitstellung von Omnibussen im Schienenersatzverkehr stehen auf diesen Schildern Angaben dazu.

## Gewinkelte Schilder

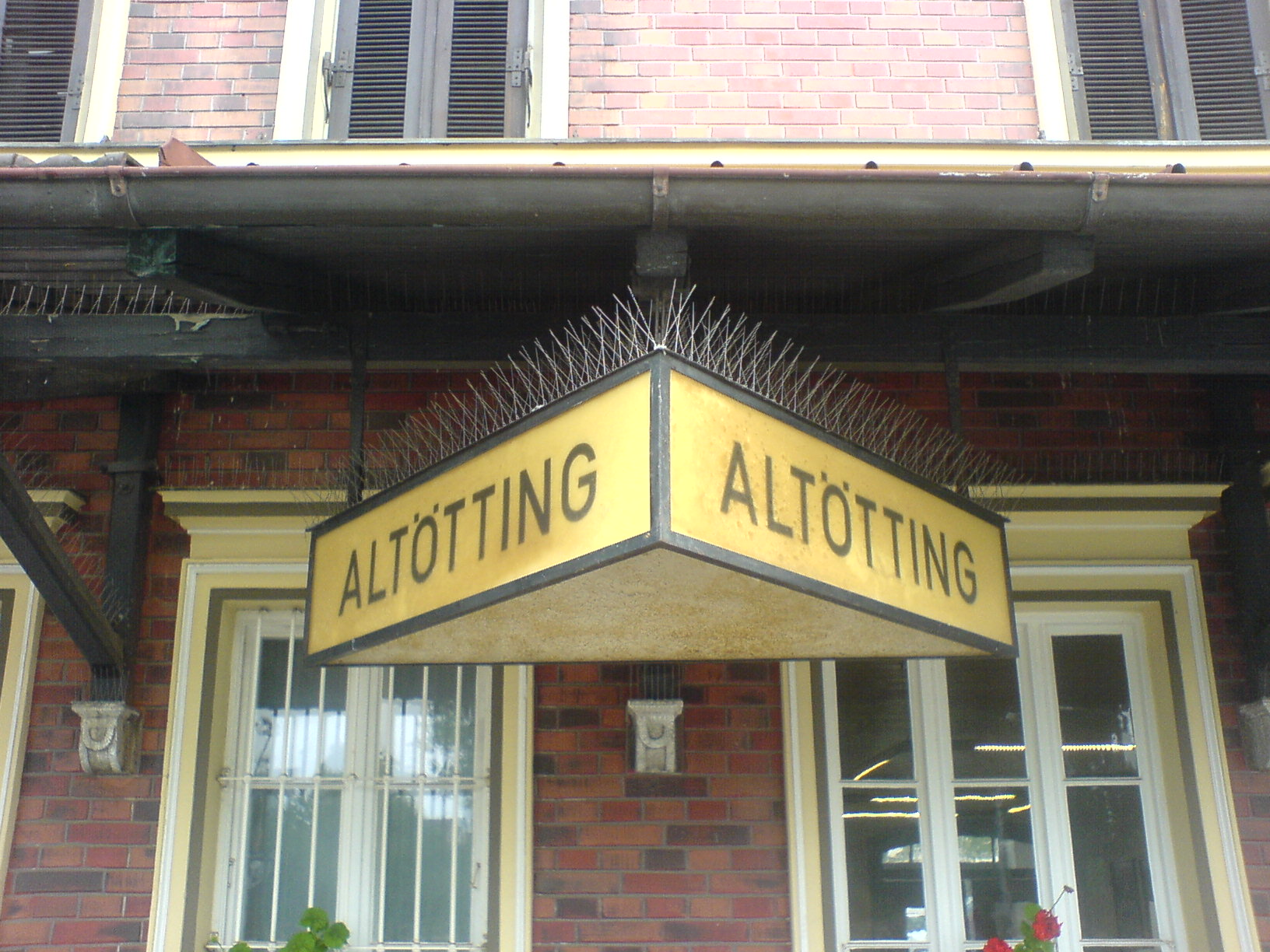
Dreieckiges Schild im Bahnhof Altötting

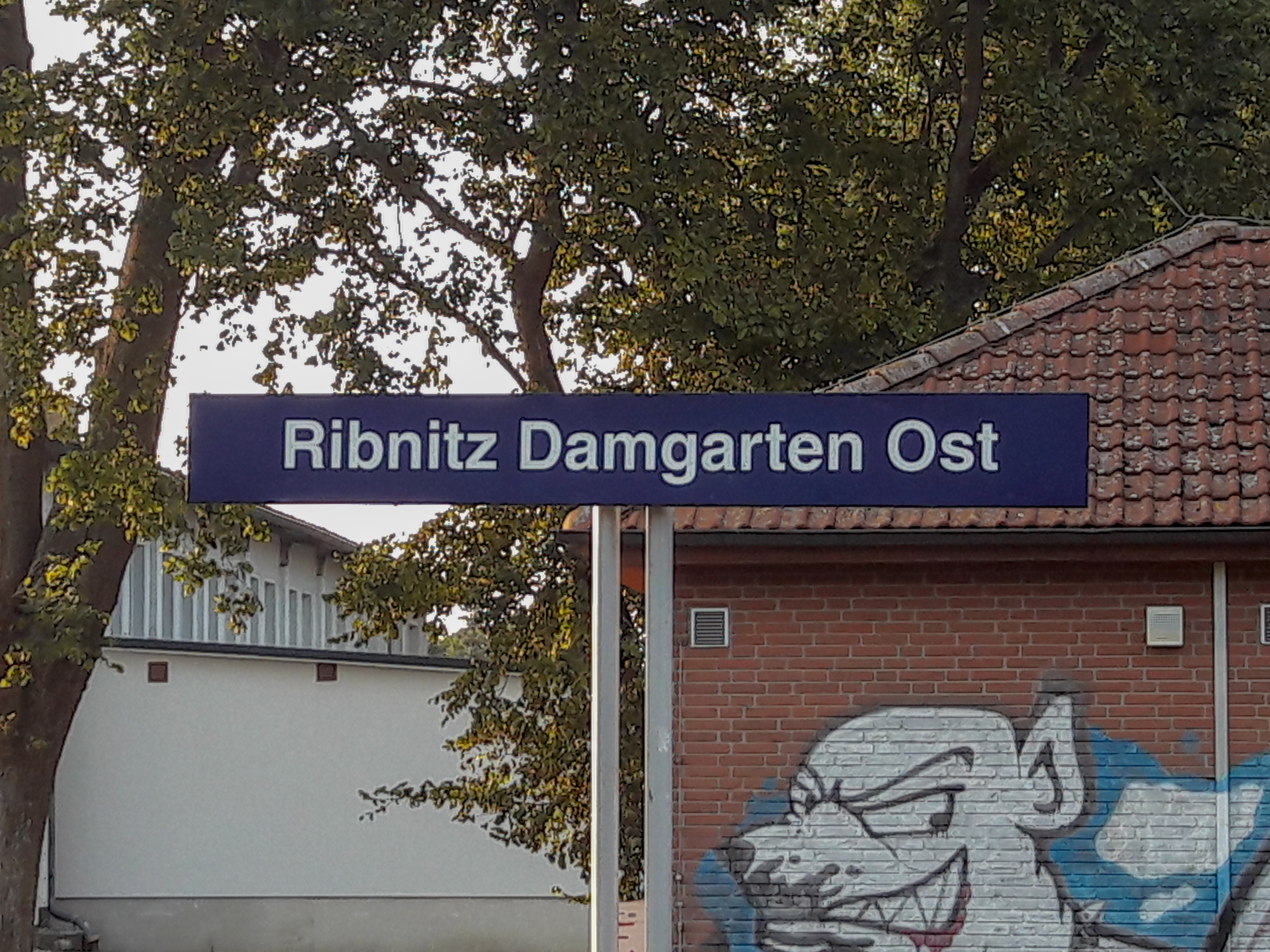
Neues Bahnhofsschild mit „falscher“ Typografie (Helvetica Neue statt DB WLS) und zentriert statt linksbündig

Früher waren in Deutschland auch noch gewinkelte Schilder am Empfangsgebäude oder im Einfahrbereich von Bahnhöfen üblich.
In Österreich gab es anstelle der gewinkelten Schilder normale, quer zur Gleisachse aufgestellten Schilder an den Bahnhofseinfahrten oder am Beginn des Bahnsteiges.